# 縄張り

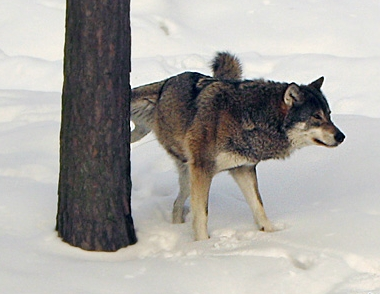
オオカミの縄張り主張のマーキング

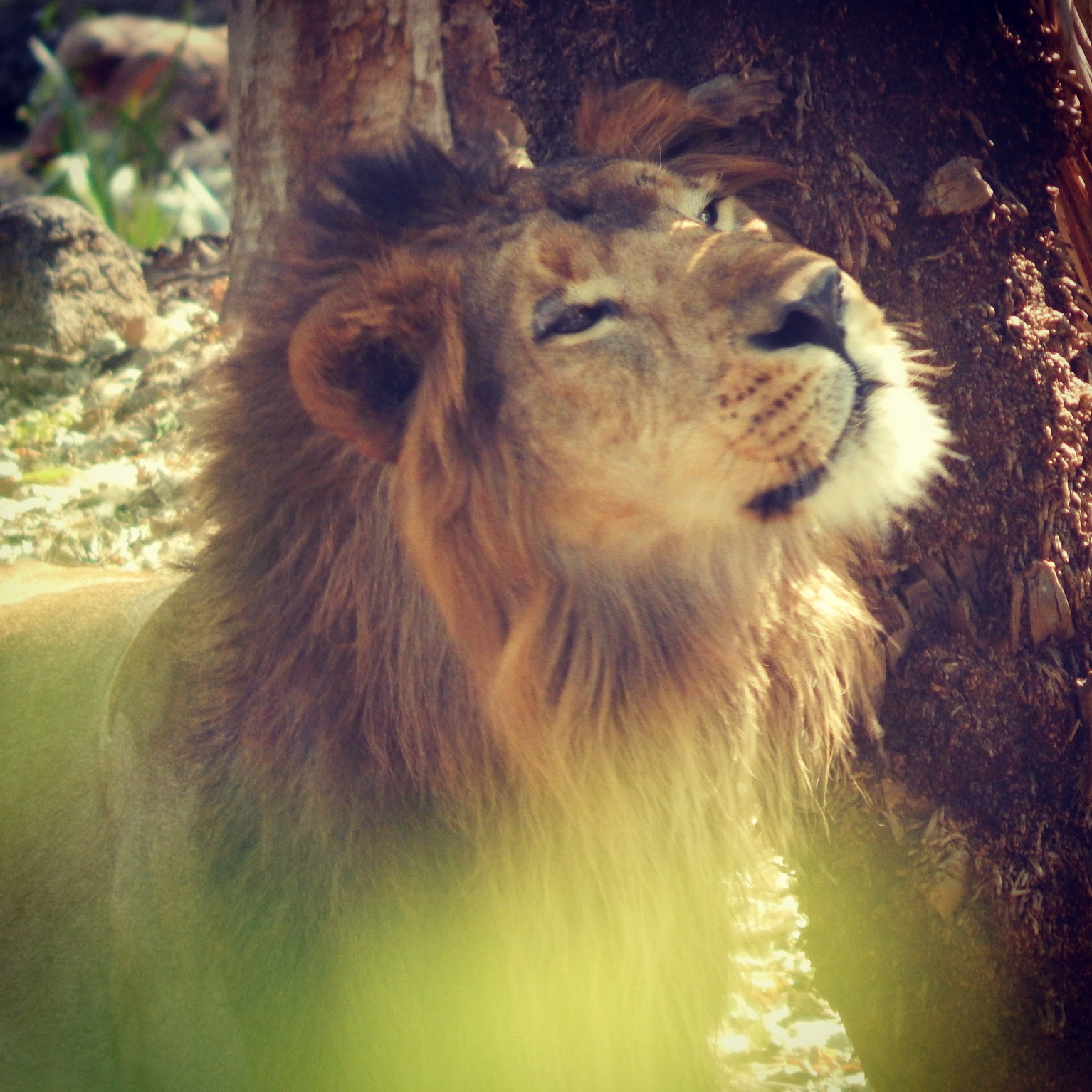
ライオンが首筋を木にこすり付けるマーキング（バンティング）を行っている様子。

縄張り、𦇔（なわばり）あるいはテリトリー (territory) とは、動物個体あるいはグループが、直接に防衛するかあるいは信号を通じて他個体を排斥し、排他的に占有する地域のことである。縄張りを作ることを、縄張り行動という。日本語のこの言葉自体は日本人が古来土地の所有権を示すために縄を張った事に由来するものである。
動物にとっての縄張りは個体や集団の防衛、食料の確保、繁殖の成功などを容易にする機能を持つ。人間の場合、それ以外にも聖と俗、身分の上下など、価値を区切る役割を持つ文化的な制度である。
脊椎動物や節足動物には様々な縄張りを持つものがある。変わったところでは、海岸の岩の上に付着する巻き貝類（餌の藻類を栽培するカサガイ類）でも、縄張り行動をするものが知られている。縄張り行動は、動物行動学のみならず、個体群の構造に関わる問題なので、個体群生態学の問題でもある。
なわばり記図法（territory mapping method）によって、範囲を調べることができる。

## 縄張り行動
ティンバーゲンが研究した、トゲウオの一種であるイトヨの繁殖行動では、典型的な縄張り行動が見られる。繁殖期の雄は、水底の水草を使って巣を作り、その周囲を縄張りとする。他の雄が近づくと、これに対して突進して攻撃して排除しようとする。雌が近づくと、その前で独特のダンスをして雌を巣に誘い込もうとする。雌が巣に入って産卵すると、雄はその後に飛び込んで放精し、その後は卵を守る。
このように、動物がある決まった場所に居着いて、その周囲に一定の防衛圏を設定したものが縄張りである。縄張り防衛は、噛みつくなど、はっきりとした攻撃の形を取るものもあるが、はじめから攻撃せず、一定の威嚇や示威行動を伴う場合が多い。
春にウグイスがさえずるとき、数羽が交互に鳴き合うのを聞くが、あれは縄張り宣言の意味があり、遠くから宣言を聞かせることで、直接対決を避ける意味合いがある。また、顔を合わせてからも、魚であればまずひれを広げて誇示する行動を取るなど、儀式化した行動により直接の攻撃ではなく優劣を競うものがある。これらの場合にも、それらの行動は縄張りの防衛の効果を持っているから、防衛行動と見なす。
また、個体の行動範囲が決まっていても、特に防衛行動を取らず、同種の他個体ともその範囲が重なっているような場合、行動圏などと呼んで、縄張りとは見なさない。

## 縄張りの主体
縄張りを持つのは、個々の個体であることも多いが、そうでない例も多々ある。たとえば雌雄のペア、あるいはその子との生活が一定期間維持される場合、そのような家族的集団が縄張りを持つ例も多い。上記のような小鳥の場合、まず雄が縄張りを作り、そこに雌が参加して繁殖期間中の縄張りを守る。
より大きな繁殖集団や群れを単位として縄張りをもつ例もある。

## 分布様式との関連
個体群を構成する各個体が縄張りを持てば、個体間はほぼ一定の距離を置くことになるので、個体群の分布様式は一様分布の形を取る。ただし、個体間で一定距離を保つ事と、それぞれの個体が一定地域を専有する事は同じではない。個体間で一定距離を保てば一様分布であるから、それは縄張りをもっている可能性を示唆するものだが、実際に縄張りをもつかどうかについては、各個体が特定の地域を専有するかどうか、その地域を防衛する行動を取るかどうかを知る必要がある。

## 縄張りの型
縄張り行動は資源防衛行動と見なすことができ、その防衛する資源の種類によって食物資源を防衛する摂食のための縄張りと、繁殖資源を防衛する繁殖のための縄張りがある。
- 摂食のための縄張り

有名なのはアユの縄張りであろう。アユは春に川をさかのぼり、中流に達すると、岩の上の珪藻類を削り取って食べる生活にはいる。このとき、川の中程に一定の縄張りを作り、縄張りに侵入する他のアユがあると、体当たりで追い出そうとする。これを利用して、生きたアユに針を仕掛けて放流し、縄張りに侵入させて、体当たりしてくる縄張り持ちのアユを引っかけるのが友釣りである。同様の縄張りは、海産のスズメダイの一種、巻き貝などにも見られる。
- 繁殖のための縄張り

繁殖行動をするための場所、繁殖のための巣などを防衛する場合である。先のイトヨは繁殖行動の場が同時に繁殖のための巣を含んでいる例である。また、極楽鳥の仲間は、目立つ木の枝一つを防衛するが、これは雌を呼ぶ踊りを踊る場になる。繁殖行動をする場だけを守る例である。このようなものでは、繁殖期にのみ縄張りを作るものが多い。
テナガザルは、ジャングルに家族単位で大きな縄張りを作るが、これは摂食の場を含んで、広く生活の場そのものを防衛する例である。

## 室内実験での縄張り
メダカを水槽に入れると、水底付近に落ち着く。そこへ、もう1匹のメダカを入れると、両者はつつき合いののち、勝った方が底に位置を占め、負けた方はそこから離れた場所に落ち着く。互いに近寄ると、つつき合いになるので、それぞれ一定の範囲から出なくなる。つまり縄張りが成立したことになる。次々とメダカを入れてゆくと、強い方からそれぞれに縄張りを持ち、弱いものほど小さな縄張りを、より水面近くに持つ傾向がある。これは縄張り行動を見る実験として有名なものだが、メダカは本来群れて泳ぎ、縄張りを作ることはない。この実験は、むしろ、普通は住んでいない特別な条件下で起きた、その種の行動としては特殊な行動とみるべきであろう。同様の例は、海水魚を水槽に入れた場合、潮だまりに取り残された場合などにも見られる。

## 縄張りと順位
縄張りを作る場合、当然ながら場所によって条件の善し悪しがある。すると、ここで場所の取り合いが生まれることになる。その結果、最もよい場所をもっとも強い個体が取り、弱いものほど条件の悪い場所を取らざるを得なくなる。つまり、個体間の順位によって取り場所が決まってくる。先のメダカの例では、普通は強いものから底の方に大きい縄張りを作り、弱いものは水面近くに小さな縄張りを作る。
これは、特に繁殖期に集まって縄張りを取り合うような場合に起こりがちである。トノサマガエルでは、中央に強い雄が、周辺ほど弱い雄がいる形になる。メスは真っ直ぐに集団の中央に入ってゆくという。

## 縄張りの意味
縄張りを持つ動物では、一定面積内に生息する数が限られてしまう。これは、個体数維持の面では不利であるが、縄張りを持つ個体については、生活が保障される。繁殖のための縄張りでは、子供はしばらくは縄張り内にとどまれるが、成長すると、自ら縄張りを作れる場所へ出て行かねばならない。このことは、その種の分布を広げる役に立つのかもしれない。

## 縄張り行動の裏側
アユの場合、縄張りは餌の確保のために役立つと考えられる。実際に、縄張りを持つアユは、縄張りにあぶれたアユよりも大柄である場合が多い。ところが、鮎の遡上数が多い場合には、縄張りが形成されず、多数が群れを作って泳ぎ回る。理論的に考えれば、競争者が多いなら、縄張りの必要性は高まるはずである。これは、縄張りを張ると、侵入する個体が多いために、そのための防衛行動に時間を取られ、餌が取れなくなるためらしい。ところが、その場合にもアユの成長は悪くならない。これは、縄張りの面積が、餌の量から計算すれば本来必要とする面積の数倍に達するためである。縄張りがなくなったからと言って、群れを作ってみんなで平等に喰えば餌不足が生じるわけではないらしい。では、なぜこのような不合理な縄張り面積が生じたのかについては、明確な答えは出ていない。
最近の社会生物学、あるいは行動生態学的研究は、動物の行動をその種の特徴とは見なさず、個々の個体にとって有利な行動が進化するものと見なす。その結果、縄張り行動をする動物でも、すべてがそうするわけではなく、様々な裏側（代替戦略）があることがわかってきた。
たとえば、トノサマガエルの一種で、繁殖の時に縄張りを作るものがある。広くて浅い池に集まり、雄個体のそれぞれが鳴き声を上げるが、このとき互いの距離はほぼ一定になる。これは、近づきすぎるとけんかを始めるからで、けんかの結果、強い個体ほど集団の中央を占める。雌は鳴き声を頼りに集団の中央を目指すので、強い雄が雌と優先的に交接できる。
ところが、実はこの仕組みにのらない雄が一定数存在するという。たとえば、ある個体は、鳴き声を上げずに強い雄の近くに陣取る。鳴き声を上げないので攻撃を受けず、雌が近づくと急にそれと交接しようとするという戦術である。また、あちこち移動しながら、少し鳴いては攻撃を受ける前に逃げるという戦術をとる個体もいるという。

## 人間の場合

パーソナルスペース

狩猟採集社会以来、縄張りは労働力と見返りのバランスで自然に形成され、他の縄張りとの混み合いによるストレスを回避するため、制度がより明確になっていった。
国家間の国境や、人間の、特に不動産の所有、狩猟・漁労権などは本質的に縄張りである。
また、パーソナルスペース、対人距離という概念がある。
男子禁制、女人禁制の領域や神域など、文化的な境界を設ける事も縄張りの一種である。
人間の縄張り確保に特徴的なのは、外部の人間に自分の場所を侵されないように「目じるし（マーカー）」を使うことである。花見の場所取りのブルーシートや自由席に置かれた鞄など、人間が縄張りを示す時はその社会で暗黙の了解を得られる目印が使われる。
人間の縄張り侵犯には「汚染」、「侵害」、「侵略」の三つの形態がある。
- 汚染 - 他人の存在そのものよりも、他人が縄張り内に残していったものによって、その縄張りを占有し、使用することが出来なくなる[7]。

- 侵害 - 自分の縄張りだと思っているものを他人によって不当に使用されること[7]。

- 侵略 - 乗っ取りの意図を持った者が、他人の縄張り内に物理的に存在すること[7]。

地域間、組織間、分野間でグループ相互の間でそれぞれの関係する領域がぶつかりあう場合に、自己の領域の存在を主張したがることを縄張り根性あるいは縄張り意識という。そういった縄張り意識が強い場合、さまざまな問題を引き起こしている。

### 暴力団の縄張り
いわゆるやくざのグループが自己の支配する領域に対する言葉として縄張りを使う。
日本国法においては、特別刑法における非合法行為の領域概念として用いられる。暴力団対策法が施行された1991年以降、同法第九条第一項第四号により、「縄張」は「正当な権原がないにもかかわらず自己の権益の対象範囲として設定していると認められる区域」と定義され、縄張内の営業事業者に対し暴力団の名前を示して団体の支配力が及ぶ「縄張」下における営業許可の対償を要求するなどの行為は「暴力的要求行為」として禁止された。1998年に制定された組織犯罪処罰法は、暴力団対策法における「縄張」という文言を使用せず、第3条第2項で「団体の威力に基づく一定の地域又は分野における支配力」と定め、団体支配の範囲を支配地域に限定しないことに改めている。
2021年には福岡県公安委員会が指定暴力団太州会に対し、縄張り維持などを目的とした組員の活動を1年間禁じる命令を出した例がある。